# Гризар, Хартман
Хартман Гризар (нем. Hartmann Grisar; 22 сентября 1845, Кобленц, Пруссия, — 25 февраля 1932, Инсбрук, Австрия) — немецкий историк, писатель, номинант Нобелевской премии по литературе 1902 года.

## Биография
C 1862 по 1863 год учился в Королевской академии теологии и философии Мюнстера. С 1863 по 1868 учился на Богословском факультете в Инсбрукском университете имени Леопольда и Франца. В 1868 году он был рукоположён в сан и вступил в Общество Иисуса в Риме. В 1870 году он бежал из оккупированной Рима в Санкт-Андре. В 1871 году он стал профессором церковной истории, а два года спустя профессором Инсбрукского университета.
В 1876 году он был одним из основателей журнала католического богословия в Инсбруке, редактором которого работал с 1883 до 1886 года. Позже Гризар переехал в австрийскую коммуну Таур.
С 1895 года, хотя он был почетным профессором университета Инсбрука, но пребывал главным образом в Риме, где обнаружил сокровища святая святых часовни Папы. С 1902 по 1911 он работал в Германии.
С 1911 по 1925 год он был частным ученым в Мюнхене. В 1925 году он переехал в иезуитский колледж в Инсбруке, где и умер.

## Работы
- Galileistudien. Hist.-theologische Untersuchungen über die Urtheile der römischen Congregationen im Galileiprocess; Regensburg 1882
- Die römische Sebastianuskirche und ihre Apostelgruft im Mittelalter, Römische Quartalschrift für christliche Altertumskunde und Kirchengeschichte, 9, S. 409—461, 1895 (Text als edoc (недоступная ссылка)).
- Reformatorenbilder. Historische Vorträge über katholische Reformatoren und Martin Luther; Freiburg im Breisgau; Herder (als Germanus Konstantin)
- Luther, 3 Bände, Freiburg i Br. 1911/12.
  - 1. Band — Luthers Werden-Grundlegung der Spaltung bis 1530,
  - 2. Band — Auf der Höhe des Lebens,
  - 3. Band — Am Ende der Bahn-Rückblicke.
- Geschichte Roms und der Päpste im Mittelalter: Mit besonderer Berücksichtigung von Cultur und Kunst nach den Quellen dargestellt. Rom beim Ausgang der antiken Welt; ISBN 3-487-07526-1
- Luthers Kampfbilder (4 Bde.), Freiburg i. Br.; Herder, 1921—1923; mit Franz Heege:
  - 1: Passional Christi und Antichristi. Eröffnung des Bilderkampfes (1521); 1921
  - 2: Der Bilderkampf in der deutschen Bibel (1522ff.); 1922
  - 3: Der Bilderkampf in den Schriften von 1523 bis 1545; 1923
  - 4: Die Abbildung des Papsttums uns andere Kampfbilder in Flugblättern, 1538—1545; 1923
- Der Deutsche Luther Im Weltkrieg Und in Der Gegenwart; 1924
- Die römische Kapelle Sancta Sanctorum und ihr Schatz: meine Entdeckungen und Studien in der Palastkapelle der mittelalterlichen Päpste. Herder, Freiburg 1908.